# ARMS (対戦格闘ゲーム)
『ARMS』（アームズ）は、任天堂より2017年6月16日に発売されたNintendo Switch用対戦型格闘ゲーム。

## 概要
腕がバネのように伸縮するキャラクターを操作して対戦を行うゲーム。同ジャンルのゲームでは対戦画面が横視点のものが主流だが、本作は操作キャラクターの背後からの視点で表示され、3D空間での距離感を意識した戦いが展開される。
Nintendo Switch（以下、Switch）の様々な操作方法に対応しているが、その中で、Switchのコントローラ「Joy-Con」2本を両手に持ち親指を立てた状態で握る持ち方を「いいね持ち」と呼んでいる。この「いいね持ち」では、Joy-Conを前後左右に傾けて移動、片方の手を前に出すとパンチ、手をひねるとパンチの軌道が曲がる、など、直感的な操作でキャラクターを動かすことができる。また、操作時のボタン配置やJoy-Conの感度は任意で変更できる。

## システム
アーム
ファイターたちは「アーム」と呼ばれるパーツを左右のウデに装着して戦う（ツインテーラなどは、アームを装着する部分が人体の「腕」ではない場合も存在するが、それを含めてアームの装着部分を以下「ウデ」と表記する）。対戦では一度に3種類のアームが持ち込み可能で、左右のウデで異なるアームを選択することもできる。
多くのアームには後述の8種類の属性のいずれかが割り振られている（属性が割り振られていない無属性のアームも存在する）。対戦中にダッシュやジャンプのボタンを押し続けることで力が溜まる「チャージ状態」の時に攻撃をヒットさせると、アームに備わった属性能力が発動する。
各ファイターは初期状態で3種類の標準アームを所持しているが、後述のグランプリモードなどで得られるファイトマネーを支払ってミニゲーム「アームゲッター」をプレイすることで、他の種類のアームや能力が強化されたアームを入手できる。
アームの属性
- 炎 - 相手を一撃でダウンさせる。
- 雷 - 相手のアームを数秒間使用不能にする。
- 風 - 相手を遠くに吹き飛ばす。
- 氷 - 相手を凍らせて動きを鈍くする。
- ショック - 相手を硬直させる。
- 爆発 - 相手にダメージを与え吹き飛ばす。ただし敵の攻撃がアームに命中するとその場で爆発し、自爆ダメージをもらってしまう。
- ブラインド - 相手の視界を奪う。
- 毒 - 攻撃ヒット後の一定時間に少しずつダメージを与え続ける。ダメージは3段階まで重ね掛けされる。2017年11月16日配信の更新データVer.4.0.0より追加された。

バッジ
ゲーム内で特定の条件を達成するごとに様々な種類の「バッジ」が手に入る。このバッジのうちの1つを選びオンライン対戦前などに表示できる。バッジには主に3種類あり、決まったデザインのバッジと、ランダムできまるバッジ、コインのみもらえるバッジ(装着不可)がある。2017年10月18日配信の更新データVer.3.2.0により追加された。
リプレイリスト
対戦中の様子は自動的に保存され、トップメニューの「リプレイリスト」で閲覧できる。保存データは一定の容量を超えると古いほうから順次削除されるほか、ソフトのアップデート実行の際に全消去される。2017年10月18日配信の更新データVer.3.2.0により追加された。
ギャラリー
様々な画像が閲覧できるモード。ファイトマネーの支払いや各ファイターでのグランプリモードのクリアにより順次閲覧可能となる。2018年2月1日配信の更新データVer.5.1.0により追加された。
ダッシュボード
オンラインで対戦するランクマッチ（後述）とパーティジャック（後述）のランキングや様々な動画を閲覧できるモード。ランクマッチの世界と国内のランキングについては公式サイトの「ARMS DASHBOARD」にも掲載されているが、ゲーム内ではファイター別のランキングも閲覧可能。動画は、上達のためのテクニックや各ファイターの特徴を解説するものの他、過去に実施されたARMSの大会における対戦の一部を鑑賞できる。2018年4月11日配信の更新データVer.5.3.0により追加された。

## ゲームモード
グランプリ
「ARMSグランプリ」に参加し、各キャラクターたちと様々なルールで対戦して優勝を目指すモード。難易度を7段階から設定できる。
通常の対戦のほか、以下のような通常とは趣向の異なる対戦も行われる。
バレーボール
爆弾をボールの代わりにしてアームで打ち合うバレーボールのようなゲーム。爆弾に対し掴む動作をするとトス、トスされた爆弾にアームを当てるとスパイクになる。相手コートに爆弾を落とすと1点が加算される。5点先取で勝利となる。
バスケットボール
ステージ内に設置された一つのゴールリングに対戦相手を放り込むバスケットボールのようなゲーム。リングの近くでショットを放つと2点、離れた場所では3点が加算される。10点先取で勝利となる。
マトアテ
次々に現れる的を破壊して得点を競うゲーム。連続で破壊することで点数が加速度的に上昇する。対戦相手にアームを当てた場合も的と同様に加点される。相手を投げた場合はステージの端に向かって投げ飛ばし、攻撃を妨害できる。制限時間内により多くの点数を得たプレイヤーが勝利となる。
バーサス
コンピュータや仲間を相手にして自由に対戦できるモード。対戦前には様々な条件を設定でき、このうち、2対2で対戦する場合は仲間同士が紐でつながれた状態で戦う。
このバーサスモードでは、グランプリで行われる各種対戦モードのほか、以下のようなモードもある。「ヘッドロック争奪戦」のみ対人対戦が可能で、その他のモードは1人プレイ専用。
100人組手
次々に現れる100体の敵を倒していくモード。
ウデだめし
未入手のものを含む様々なアームを試しながら1対1の対戦を行うモード。連勝数が記録される。
ヘッドロック争奪戦
ステージ内に怪物「ヘッドロック」（後述）が登場するモード。対戦開始時にステージ中央に現れるボールを破壊して中のヘッドロックを入手すると、自動的にヘッドロックを頭に装着し、アームが6本に増える。ただし相手の攻撃を受けるとヘッドロックが外れる。また、一定時間が経過するとヘッドロックがステージから消滅するが少しすると戻ってくる。2勝先取で勝利となる。
このモードは、後述のパーティマッチやフレンド・ローカル通信のパーティモードでもプレイできる。
2017年7月12日配信の更新データVer.2.0.0により追加された。
パーティマッチ
オンラインに接続し、最大20人（本体最大10台）で次々に対戦するモード。対戦の組み合わせや対戦ルールは自動で設定される。
パーティジャック
パーティマッチの中で特定の期間に実施されるイベント。期間中に得られるポイントを積み重ねて「ラボレベル」を上げ、最終的にレベルに応じたバッジとファイトマネーを得ることができる。イベントの中では、ポイントを多く得られる「ボーナスファイター」や「ボーナスタイム」が設定される。2017年11月16日配信の更新データVer.4.0.0より追加された。
ランクマッチ
オンラインに接続し、1対1で対戦するモード。勝ち負けによりプレイヤーのランクが上下する。このモードの参加は、以前はグランプリのレベル4以上のクリアが条件だったが、2017年9月14日配信のVer.3.0.0よりグランプリレベル1のクリアで参加可能となった。
2017年7月12日配信の更新データVer.2.0.0により、ランクの上限がこれまでの15段階から20段階へ引き上げられた。また、トップメニューより、ファイター・アームの使用率や直近100試合までの勝率などのデータが記録される「レコード」が閲覧できるようになった。各データは「Ver.1」「Ver.2」…とバージョンごとにまとめられる。
フレンド
Switch本体に登録されたフレンド同士で対戦するオンラインモード。人数や対戦ステージなどのルールを細かく設定できる。
ローカル通信
Switch本体同士を持ち寄って対戦するモード。「フレンド」と同様に各種ルールを設定できる。
2017年6月26日配信の更新データVer.1.1.0により、LANケーブルで本体同士を接続して対戦できる「LANプレイ」が実装された。メニュー画面でコントローラのLスティックを押し込みながらLボタンとRボタンを押すと利用できるようになる。
闘技場モード
ランクマッチのように1対1で2本先取の対戦を行うモード。「フレンド」「ローカル通信」に含まれている。最大4人でロビーを形成し、対戦中の2人以外は様々な角度から試合を観戦できる。2017年6月26日配信の更新データVer.1.1.0により実装された。
トレーニング
様々なお題に沿ってプレイしながら対戦テクニックを学べるモード。2017年8月9日配信の更新データVer.2.1.0より「バーサス」内からトップメニューに移動し、新たなトレーニングや難易度表記が追加された。
大会モード
全てのアームが使用可能になるモード。メニュー画面でRスティックを押し込みながらLボタンとRボタンを押すことでモードが切り替わる。「バーサス」「フレンド」「ローカル通信」モードに対応している。2018年2月1日配信の更新データVer.5.1.0により追加された。

## 世界観
本作は現実世界の地球と似て非なる世界を舞台としており、各地で暮らす人々の中には、腕がバネのように伸縮する能力を持つ者たちがいる。彼らのそうした能力は「ARMS能力」と呼ばれている。ARMS能力の保持者は虹彩が螺旋の形状をしている。
ARMS能力者の腕は通常、一般的な腕の状態とバネのようになる状態が本人の意思に関係なく切り替わってしまう。しかし、ARMS能力の研究機関「ARMSラボ」が開発したマスクを装着することにより状態の制御が可能となる。
ARMS能力者は人口の2割程を占め、今後の増加も予想されている。能力の発現年齢は10代が多いが、高齢での発現例もある。また、後述のキッドコブラのように先天的に能力を保持する者も10万人に1人程の割合で存在する。一方、ごくまれに、腕以外の部分に能力が発現することがある（後述のツインテーラは頭髪に発現している）が、その理由は解明されていない。
ARMS能力は数千年前から存在していたとされている。競技としての歴史は120年程で当初は前述のように腕が制御できないことが問題視されていたが、マスクの登場で問題が払拭され、競技名「ARMS」としてプロスポーツ化した。

## 登場キャラクター

### ファイター
英語名が併記されているものは右側が日本国外版。
スプリングマン (SPRING MAN)
声- ピーター・ヴァン・ガーム
キャッチコピーは「熱血！スプリングファイター」。スプリングジムに所属するファイター。ピザが好物。全ての能力が平均的で、特に優れたところはないが明確な弱点もないオールラウンダー。チャージ状態の解除後に発動する「ショックウェーブ」で相手の攻撃を弾き、体力が1/4以下まで減少すると不屈の闘志により常にチャージ状態になる。
なお、プロデューサーの矢吹光佑によると、本作のスプリングマンは3代目にあたるという。
リボンガール (RIBBON GIRL)
声 - 川崎桃佳
キャッチコピーは「宙を舞うポップスター」。レコード会社「リボンレーベル」に所属するアイドル歌手。決勝リングでライブを行うというファンとの公約を実現すべくARMSグランプリに参戦する。空中で3回までジャンプでき、1回ジャンプするごとに空中ダッシュが可能。さらに空中でダッシュボタンを長押しすることで空中からの急降下もできる。空中での性能が高い反面、地上での性能は他のキャラに劣る。
ニンジャラ (NINJARA)
声 - 高橋研二
キャッチコピーは「神出鬼没のクールニンジャ」。羅仙忍術大学に通う学生忍者。卒業のための最終試練となっているARMSグランプリ優勝を目指す。素早い動きを得意とし、空中ダッシュ時に姿を消す「カスミ隠れの術」を用いる。また、ガード中に相手のパンチが来ると瞬間移動してよけるため、削りダメージを受けにくい。ただし連続攻撃には弱く、必殺ラッシュはよけきれない事が多い。
マスターマミー (MASTER MUMMY)
声 - 武田幸史
キャッチコピーは「蘇るパワー系ミイラ」。 ミイラたちの病院「マミーホスピタル」で目覚めたミイラ。行方不明の家族を探すためにARMSグランプリに参戦する。機動力はワーストクラスだが、少しの攻撃ではひるまない優れた耐久力を誇り、巨大な体躯から高威力の攻撃を放つ。ただし体が大きい分当たり判定も大きい。また、ガードを続けることで体力を少しずつ回復する能力を持ち、全キャラの中で唯一自力で回復できる。投げ技の威力が全キャラ中最高。
ミェンミェン (MIN MIN)
声 - 高津はる菜
キャッチコピーは「戦うラーメン少女」。有名ラーメン店「麺天飯食堂」の看板娘。店の宣伝のためにARMSグランプリに参戦する。空中ダッシュ時と後方ダッシュ時に回し蹴りで相手のアームを蹴り落とすことができるほか、最大までチャージを続けるか投げ技を決めると左ウデが龍のウデに変化し、常時チャージ状態になる。ダウンすると龍のウデは解除される。ウデが全キャラの中で一番細いが、龍のウデの状態だとトップクラスの太さになるため、左ウデのアームを何にするかが鍵となる。
メカニッカ (MECHANICA)
声 - 藤村歩
キャッチコピーは「天才ロケットガール」。町工場に勤務するARMS愛好家の少女。リボンガールにあこがれている。自身はARMS能力を持っておらず、ウデが伸びる自作のパワードスーツに搭乗してARMSグランプリに参戦する。体の大きい重量級キャラで、耐久力が高く、少しの攻撃ではひるまない。ただしマスターマミー同様、体が大きい分当たり判定も大きい。ダッシュボタンを長押しするとホバー移動をすることができ、ホバー移動中は動きを止めずにパンチを繰り出せる。また、空中でジャンプボタンを長押しすることで短時間のホバリングが可能。ホバリング中はチャージ状態になるため、空中からでも高威力の攻撃を繰り出せる。投げ技の威力が高め。
ツインテーラ (TWINTELLE)
声 - Adeyto
キャッチコピーは「オーラあふれる美しき銀髪」。映画界で活躍するセレブ女優。本作品中唯一、腕ではなく長く伸びる頭部の銀髪にARMS能力が備わっている。チャージ中にオーラを発生させて相手のパンチ速度を低下させることができる。ただし必殺ラッシュには無効。また、空中でダッシュボタンを長押しすることで空中でも発動可能。投げ技の威力が高め。
バイト&バーク (BYTE & BARQ)
キャッチコピーは「ゼンマイ仕掛けのパトロールコンビ」。観光地「バスタービーチ」で警備を担当するロボット「バイト」とロボット犬「バーク」のコンビ。戦いの中ではバイトが攻撃したりダウンした時にバークが援護するほか、バークを踏み台にしてバイトが大ジャンプできる。ただしバークは攻撃を受けると少しの間行動不能になり、復帰するまでバイトのみで戦わなければならなくなってしまう。また、必殺ラッシュでは2体が合体し、機動力が向上する。
キッドコブラ (KID COBRA)
声 - 竹内良太
キャッチコピーは「ストリート系スピードキング」。巨大なベーゴマのような形の台を操る人気スポーツ「コマボード」のトップ選手で、全キャラの中で唯一の生まれながらのARMS能力保持者。動画投稿サイトで配信している自身の動画の再生数アップを狙いARMSグランプリに参戦する。通常時のダッシュ速度が遅いが、チャージ状態だと素早くダッシュすることができ、特に前方ダッシュ時には姿勢を低くして相手のパンチをくぐり抜けられる。ジャンプ速度が全キャラ中最速で、ジャンプでの移動距離も長い。また、ウデの太さも全キャラ中トップのため、攻撃を当てやすい。投げ技の威力が高い。
DNAマン (DNA MAN / HELIX)
キャッチコピーは「のびーる実験生命体」。 ARMS能力の研究施設「ARMSラボ」が創り出したゼリー状の実験体。ウデだけでなく体全体を伸縮させることができ、ジャンプボタン長押しで体を伸ばし、ダッシュボタン長押しで体を縮める。体を伸ばしている間は方向入力で体を傾けることができ、さらにチャージ状態が維持されるため、敵の攻撃をよけながら高威力の攻撃を繰り出せる。体を縮めている間は、低い姿勢を活かして相手のパンチをくぐり抜けられる。
マックスブラス (MAX BRASS)
声 - ドミニク・アレン
キャッチコピーは「ARMS協会 ビッグボス」。ARMSグランプリを主宰する「ARMS協会」の会長。グランプリの最終戦で戦うことになる。チャージを最後まで行うか投げ技を決めると、筋肉が肥大化して一時的に「パンプアップ状態」になる。パンプアップ状態の間はチャージ状態が維持されて全ての能力が向上し、少しの攻撃ではひるまなくなるが、当たり判定も大きくなる。また、スプリングマンと同じく「ショックウェーブ」も使うことができ、体力1/4以下だと常時パンプアップ状態になる。投げ技の威力が高い。2017年7月12日配信の更新データVer.2.0.0によりプレイヤーキャラクターとして使用可能となった。
ローラポップ (LOLA POP)
声 - ソネス・スティーブンス
キャッチコピーは「夢ふくらむ甘美な道化師」。芸を披露しながら各地を巡る大道芸人。優勝賞金を元手にサーカスを旗揚げするべくARMSグランプリに参戦する。ガード時に体をボール状に膨らませ、ガードしたまま前後に移動できる。空中でダッシュボタンを長押しすると、ガードしながらバウンドできる。また、ガード中にジャンプをするとハイジャンプ、ダッシュをするとハイダッシュができ、ガード中でも行動の自由度が高い。2017年9月14日配信の更新データVer.3.0.0により使用可能となった。
ミサンゴ (MISANGO)
声 - 櫻井トオル
キャッチコピーは「仮面の精霊格闘家」。「コブ神」という神を信奉するコブシン族の村に住む大男。部族伝統の格闘術が最強であることとコブ神への信仰を証明するために優勝を狙う。チャージを続けると、周囲を漂う布に宿る赤・青・黄の精霊を仮面に変えて自身に憑依させ、色ごとに異なる力を引き出す。赤は攻撃力と耐久力が向上、青はスピードが向上、黄色は必殺ゲージの上昇速度が向上して必殺ラッシュ使用中に相手のパンチを弾くようになる。仮面はダウンすると外れてしまう。また、ガードをすると精霊が盾になって守ってくれる。盾になっている精霊に触れることでも憑依させることができる。投げ技の威力が高めで、赤の精霊が憑依している時はマスターマミーに次いで全キャラ中2位の威力になる。2017年11月16日配信の更新データVer.4.0.0により使用可能となった。
スプリングトロン (SPRING TRON / SPRINGTRON)
キャッチコピーは「冷血！戦闘マシーン」。スプリングマンに酷似したARMSラボ製のマシーン。ARMSラボが自らの技術力を誇示するためARMSグランプリに送り込んだ。スプリングマンより移動速度が遅いが、最大チャージ時に発動する「ビッグバン」により相手が放ったアームを破壊でき、同時に機動力が一時的に大きく上昇してチャージ状態も維持される。また、ショックウェーブも使えるが、ロボットのため不屈の闘志は持ち合わせていない。2017年10月18日配信の更新データVer.3.2.0よりグランプリのレベル4以上でファイターが好成績を収めている時に乱入していたが、2017年11月30日配信の更新データVer.4.1.0より正式に参戦した。
ドクターコイル (DR.COYLE)
声 - ドナ・バーク
キャッチコピーは「ARMSラボ エンプレス」。ARMS研究に生涯を捧げるARMSラボの女性所長。研究成果の全てを自らに実装しARMSグランプリでの優勝を目指す。常に宙に浮いているため、トランポリンなどの地形効果を無効にするほか、ジャンプボタンを押すことで任意で上昇、滞空ができる。また、チャージ時に左右どちらか一方のアームが2つに増える能力「エクストラアーム」と、ダウン時・ガード時に体を透明にして相手から見えなくする能力「ステルス」を持つ。どの能力も強力だが、チャージの持続時間が全キャラ中最短という弱点がある。2017年12月22日配信の更新データVer.5.0.0により使用可能となり、グランプリのレベル6以上をドクターコイル以外のキャラクターでプレイする際には、最終戦にてマックスブラスを倒して乱入し、マックスブラスの代わりの相手として登場する。

### その他のキャラクター
コブッシー (英: BIFF)
声 - 小林ゆう（日本語版PV）
ARMS協会のマスコット兼ナビゲーター。ARMSグランプリの試合前などにアナウンスを行う。観客たちの中にまぎれていることもある。
ヘッドロック (HEDLOK)
ARMSラボが開発した生命体。目と口がついた岩のような体から、アームを装着できる4本のウデが伸びている。ファイターの頭に取り付いて洗脳する力を持つ。
グランプリのレベル4以上にて、最後のマックスブラスを倒すと登場し、マックスブラスの頭に取り付き最終戦の次に戦う相手となる。レベル6以上にてドクターコイルが登場している場合は、ドクターコイルが呼び出し、自ら被って取りつかれ、最終戦の次に戦う相手となる。
元々はファイターのウデを増やして強化を行う装備だった。最初はプロテクターの様に体に装備する予定だったが、増えたウデにファイター自身が対応しきれず、頭脳の強化を図る意味も持たせる形でヘルメットの様に被るタイプに変更。そして実験中に自我を持ち暴走、脱走している。

## 対戦ステージ
スプリングスタジアム
スプリングマンのホームステージ。多くの観客席を備えた広大な正方形のスタジアム。ステージの周囲にあるトランポリンを用いて大ジャンプできる。
リボンリング
リボンガールのホームステージ。大勢の観客が詰め掛ける正方形のコンサート会場。戦いの最中にステージ中央のブロックがランダムでせり上がる。ブロックの中にはアイテムが入っていることもある。
ニンジャカレッジ
ニンジャラのホームステージ。羅仙忍術大学の通学路。数十段にわたる大階段の上で戦う長方形のステージ。階段の上という特性上、ステージ全体が斜めに傾いているような状態となっている。
マミーホスピタル
マスターマミーのホームステージ。マミーホスピタル前の円形の広場。ステージ中央の地面が崩れると蜘蛛の糸でできたトランポリンのような部分が現れる。
ラーメンボウル
ミェンミェンのホームステージ。麺天飯食堂の前の広場に作られた円形のステージ。ステージ中央がボウル状にくぼんでいる。
スクラップヤード
メカニッカのホームステージ。メカニッカが自ら作ったステージで、自身の工房も兼ねている。周囲が高低差のある地形で囲まれている。ステージ中央に伸びる2本のパイプは攻撃により破壊できる。
ツインシネマ
ツインテーラのホームステージ。大型映画館前の扇状の広場。4台の自動車が停められており、上に乗ると高く跳べる。
バスタービーチ
バイト&バークのホームステージ。浜辺に作られたリング。ステージ中央には低めの段差がある。
スネークパーク
キッドコブラのホームステージ。ビル街の一角にあるコマボードの屋外練習場をリングとして流用した円形のステージ。ステージ上のコマボードに乗ると素早く移動できる。コマボードは自分で降りることは出来ず、ダウンすると同時にコマボードから落下する。
DNAラボ
DNAマンのホームステージ。DNAマンを培養するシリンダーが並ぶARMSラボの研究室。シリンダーは攻撃を当てることで破壊できる。
スカイアリーナ
マックスブラスのホームステージ。ARMS協会本部のある超高層ビルの屋上に設営された正方形のリングで、ステージ中央のエリアが一段高くなっている。グランプリモードではここで決勝戦が行われる。2017年7月12日配信の更新データVer.2.0.0により、グランプリモード以外で選択できるようになった。
キャンディーストリート
ローラポップのホームステージ。両側にカフェが並ぶクランク状の道路。カフェのテラス部分はファイターは入れないがアームは通過する。2017年9月14日配信の更新データVer.3.0.0により追加された。
ビョ・ビヨンポス
ミサンゴのホームステージ。コブ神が祀られている古代遺跡。神体がある場所を基点に、なだらかな下り勾配が円状に広がっている。ステージ内の4本の柱は破壊可能。2017年11月16日配信の更新データVer.4.0.0により追加された
スパーリングリング
ギミックが一切ない正方形のリング。パーティマッチのマッチング中に行うミニゲーム「プチプチ組手」用のステージだが、Ver.3.1.0より対戦ステージとしても使用可能となり、2017年11月30日配信の更新データVer.4.1.0からはスプリングトロンのホームステージになった。
コンフィデンシャル
ドクターコイルのホームステージ。ARMSラボ内部にあるドクターコイルの研究室。中央でベルトコンベアが稼働し、その上方ではレールに吊られたチューブが次々と運ばれている。チューブは破壊可能。2017年12月22日配信の更新データVer.5.0.0により追加された。

## 開発
本作のプロデューサーである矢吹光佑は、これまで格闘ゲームの開発経験が無かったが、同じくプロデューサーを務める『マリオカート』シリーズでの経験を生かして本作の開発が進められた。
本作では、横視点が主流である従来の格闘ゲームと一線を画するため、試作段階から後方視点のスタイルを模索していたが、この場合、横視点の時と比べ距離感がつかみにくいため、間合いが重視される格闘ゲームには不向きだと考えられていた。これについて、後方視点で展開されるマリオカートシリーズでは自分との大まかな距離を把握できていれば敵や障害物の回避が可能であることから、後方視点の格闘ゲームにおいても敵にパンチが届く前提ならばゲームとして成立するのではと考え、キャラクターが腕を伸ばすという発想に至った。この方式により、攻撃のヒットに時間はかかるものの、攻撃するタイミングや当たるまでの時間差による駆け引きが生まれた。
Joy-Conへの対応も試作段階から行われ、格闘ゲームで要求される遅延のない操作がJoy-Conで実現できるとの判断に至った。また、Switchが様々なプレイスタイルを持つことを踏まえ、Joy-Conと他のコントローラ同士で対戦しても同等に戦えることを目標に掲げ制作された。

## 受賞・評価
- Game Critics Awards（英語版）: Best of E3 2017 「Best Fighting Game」ノミネート[57]
- 2017 Golden Joystick Awards 「Nintendo Game of the Year」ノミネート[58]
- The Game Awards 2017（英語版） 「Best Fighting Game」ノミネート[59]
- New York Game Awards 2018 「Central Park Children's Zoo Award for Best Kids Game」ノミネート[60]
- 21st Annual D.I.C.E. Awards 「Fighting Game of the Year」ノミネート[61]
- NAVGTR Awards（英語版） Awards 2017 「Game, Original Fighting」受賞[62]

## 関連イベント
闘会議2017 『ARMS』チャレンジマッチ / 闘会議2017 『ARMS』最強腕自慢決定戦
前者は2017年2月11日に、後者は翌2月12日に、いずれも「闘会議2017」内で開催されたイベント。「チャレンジマッチ」では、体験会の中で勝ち抜いた一般来場者が、ゲストの内藤大助とねば〜る君を相手に対戦した。「最強腕自慢決定戦」では、内藤大助、椿姫彩菜（現・椿彩奈）、体験会で上位の一般来場者2人、プロゲーマー4人（ももち、チョコブランカ、Abadango、Dabuz）の計8人によるトーナメント戦を行った。
『ARMS』スゴウデトーナメント in ニコニコ超会議2017
2017年4月29日と4月30日に「ニコニコ超会議2017」内で開催されたイベント。2日間の午前と午後の計4回、一般来場者64人ずつによるトーナメント戦を実施した。また、プロゲーマーによるエキシビションマッチも行われ、1日目にはAbadangoとMOVが、2日目にはチョコブランカとたぬかなが対戦した。
『ARMS』先行オンライン体験会 のびーるウデだめし
2017年5月27日、5月28日、6月3日、6月4日に行われたオンライン体験会。専用の無料ソフトをSwitch本体にダウンロードし実施時間に起動することでパーティマッチをプレイできた。
E3 2017 ARMS Open Invitational
アメリカで開催されたゲームイベント「E3 2017」内で2017年6月14日（日本時間では6月15日）に行われたトーナメント大会。来場者同士の対戦で好成績を収めた4人とプロゲーマー4人（Alex Valle、SuperGirlKels（Kelsy Medeiros）、Tafokints（Daniel Lee）、Kayane（Marie-Laure Norindr））の計8人で対戦した。
ARMSスゴウデトーナメント in 次世代ワールドホビーフェア'17 Summer
2017年6月24日と6月25日に「次世代ワールドホビーフェア'17 Summer」内で行われた小学生以下限定の大会。2日間の午前と午後の計4回、128人ずつによるトーナメントを実施した。
『ARMS』開幕記念 オンライン公開スパーリング
2017年7月1日にYouTube Liveで生放送されたオンラインの大会。日本のプレイヤーを対象としている。本作の発売後に任天堂から送付された確認メールから参加を申請したプレイヤーが予選として6月16日から6月24日の期間にランクマッチを戦い、その上位者の中から選ばれた12人でトーナメント戦を行った。
Japan Expo 2017
2017年7月6日から7月9日までの4日間フランスで開催された日本文化を紹介する博覧会「Japan Expo 2017」の中で、一般来場者によるARMSのトーナメント大会のほか、ファンアート・コンテストやプロデューサーの矢吹光佑によるエキシビションマッチが行われた。
ARMS 夏休みオンライン体験会 のびーるウデだめし
2017年8月26日午前0時から8月28日午前5時までの期間に行われたオンライン体験会。前回5月と6月の体験会と同様に専用無料ソフトをダウンロードすることでパーティマッチをプレイできた。
夏休み! オンライン公開スパーリング
2017年8月26日に開催された「オンライン公開スパーリング」第2回大会。Ver.2.0.0よりトップメニューに表示されている「イベント」の項目からエントリーし8月11日から8月19日の期間にランクマッチを戦った上位プレイヤーの中から条件を満たした16人でトーナメント戦を行った。
ARMS JAPAN GRAND PRIX 2017
ARMSの全国大会。東京、名古屋、大阪、福岡の各地で実施した128人ずつによるトーナメント戦の優勝者4人と、過去の「公開スパーリング」の優勝者2人、集英社主催のイベント「ジャンプフェスタ2018」のDAY1（2017年12月16日）・DAY2（2017年12月17日）で行った64人ずつのトーナメント戦の優勝者2人の計8人により、「ジャンプフェスタ2018」DAY2内で決勝のトーナメント戦が行われた。
なお、以降の大会で「ARMS JAPAN GRAND PRIX提携大会」と銘打っているものは、別大会であってもチャンピオンの代が継承されている。
EVO Japan 2018
様々な対戦型格闘ゲームで競い合うeスポーツの大会「EVO Japan 2018」で、大会1日目の2018年1月26日にARMSのトーナメント戦が行われた。ARMS JAPAN GRAND PRIX提携大会。
『ARMS』闘会議2018最強ファイター決定戦
「闘会議2018」1日目の2018年2月10日に、128人の枠によるトーナメント戦が行われた。ARMS JAPAN GRAND PRIX提携大会。
春拳 Spring Fist powered by Twitch Prime
2018年3月17日に開催された格闘ゲーム大会。参加者128人によるトーナメント戦が行われた。ARMS JAPAN GRAND PRIX提携大会。なお、このイベントでは『ポッ拳 POKKÉN TOURNAMENT DX』と『大乱闘スマッシュブラザーズ for Wii U』の大会も同時に実施された。
春休みオンライン体験会 のびーるウデだめし
2018年3月31日午後1時から4月3日午後1時までの期間に行われたオンライン体験会。前2回の「のびーるウデだめし」と同様に、専用無料ソフトをダウンロードすることでパーティマッチをプレイできた。
ARMS US & Canada Online Open
2018年3月31日に開催された、アメリカとカナダのプレイヤーを対象としたオンライン大会。3月8日から3月18日の期間のランクマッチ上位者8人によるトーナメント戦が行われた。
ARMS JAPAN GRAND PRIX 2018
複数のゲーム大会が一堂に会する任天堂主催のイベント「Nintendo Live 2018」内において行われた大会。今大会は一般部門と小学生以下部門に分かれている。一般部門は東京会場で11月3日に、京都会場で11月23日に予選が行われ、それぞれ上位2名が京都会場で予選後に決勝大会を実施、小学生以下部門は、東京会場で11月4日に、京都会場で11月24日に行われ、それぞれの優勝者を決定した。
ARMS North American Online Open April 2020
2020年4月4日に開催された、北米プレイヤーを対象とするオンライン大会。3月23日から4月4日まで受け付け、上位8人によるトーナメント戦が行われた。
ARMS North American Open August 2020
2020年8月8日から8月9日にかけて開催された、北米プレイヤーを対象とするオンライン大会。7月27日から8月8日まで受け付け、8日にトーナメント戦が、9日に決勝戦が行われた。

## 漫画版
ARMS スゴウデギャグファイト!
『月刊コロコロイチバン!』（小学館）にて2017年10月号から2018年11月号まで連載。作者は咲良。4コマ漫画形式でキャラクターがデフォルメされている。
- 単行本1巻 2018年10月25日発売 ISBN 9784091428257

このほか、アメリカの出版社ダークホースコミックスにより、本作のアメリカン・コミックス版が計画されている。様々なアメリカン・コミックスが無料配布される世界規模のイベント「フリーコミックブックデイ2018」（2018年5月5日開催）では、特別版の冊子が配布された。なお、当初は2018年秋頃に刊行予定とされ、後に2019年に変更されたが、これ以降アナウンスがなく発売に至っていない。

## 関連作品
大乱闘スマッシュブラザーズ SPECIAL
2018年12月7日に発売されたNintendo Switch用対戦アクションゲーム。戦いを支援するキャラクター「アシストフィギュア」として、スプリングマンが登場。
2020年6月30日からはダウンロードコンテンツとして、ミェンミェンがプレイアブルキャラクターとして登場。ミェンミェン以外のファイターたちも攻撃演出やステージ演出などで登場する。2022年4月29日には「大乱闘スマッシュブラザーズシリーズ」の一つとしてミェンミェンのamiiboが発売された。

## 備考
- 本作のメインテーマ曲『ARMSグランプリ公式ソング』は、ミュージカルなどで活動している歌手・女優のエリアンナが歌っている[92][93]。また、別バージョンとして、リボンガールの声を担当した川崎桃佳による楽曲（リボンガール Ver.）もソフト内に収録されている[94][95]。
- 2017年7月1日より、ARMS公式サイトにて「ARMS DASHBOARD」のページが開設された。ここでは、ARMSの大会情報のほか、世界と日本国内における一定期間内のランクマッチ上位200人のプレイヤー名、使用キャラクター名、使用アームを掲載している[96][97]。なお、前述のように、ランキングについては2018年4月11日配信の更新データVer.5.3.0によりゲーム内でも閲覧可能となった。
- 本作は発売後も無料アップデートが実施され、2017年12月22日配信の更新データVer.5.0.0をもって大型アップデートを終了したが[48]、その後も新モード追加などのアップデートが継続して行われている[12]。